# Король Непала
Король Непала (традиционно известный как Mahārājdhirāja, то есть «Великий король королей»; также можно перевести как «Суверенный император» (непальск. श्री ५ महाराजधिराज)) — глава государства и монарх Непала с 1768 по 2008 год. Он был главой непальской монархии — династии Шах. Монархия была отменена 28 мая 2008 года 1-м Учредительным собранием. В октябре были также упразднены субнациональные монархии в Мустанге, Баджханге, Сальяне и Джаяркоте.

## История
Королевство Непал было основано 25 сентября 1768 года Притхвинараян Шахом, королём горкхов, которому удалось объединить королевства Катманду, Патан и Бхактапур в единое государство под началом своей династии Шах. Королевство Непал было де-юре абсолютной монархией на протяжении большей части своей истории. Однако с 1846 года до революции 1951 года страной де-факто управляли потомственные премьер-министры из династии Рана, что делало роль монарха чисто номинальной. В ноябре 1990 года, после успеха движения Джана Андолан, была принята новая Конституция, и страна стала конституционной монархией.
13 февраля 1996 года Коммунистическая партия Непала начала гражданскую войну с целью свержения королевства и создания «Народной республики». 1 февраля 2005 года, когда в результате гражданской войны ситуация ситуация в стране резко ухудшилась, король Гьянендра объявил чрезвычайное положение, приостановил действие Конституции и взял на себя прямой контроль над страной. 24 апреля 2006 года, после успеха движения Джана Андолан, король согласился отказаться от абсолютной власти и восстановить распущенную Палату представителей. 21 ноября 2006 года гражданская война закончилась подписанием Всеобщего мирного соглашения. 15 января 2007 года вновь сформированный временный законодательный орган отстранил короля от исполнения своих обязанностей. Наконец, 28 мая 2008 года королевство было официально упразднено Первым учредительным собранием, и была объявлена Федеративная Демократическая Республика Непал. Субнациональные монархии в Мустанге, Баджханге, Сальяне и Джаяркоте также были упразднены в октябре 2008 года.

### Убийство королевской семьи
1 июня 2001 года бо́льшая часть королевской семьи была убита наследным принцем Дипендрой, который сразу же после этого застрелился. Заявление об этом было сделанно в прессе без какого-либо расследования. Сразу после резни Дипендра, находившийся в коме, был провозглашён королём, но он умер 4 июня 2001 года после трёхдневного "правления". Его дядя, принц Гьянендра, был назначен регентом на эти три дня, а затем сам взошёл на трон после смерти Дипендры.

## Короли Непала (1768—2008)
| Имя                                                       | Даты жизни                                 | Начало правления | Конец правления                      | Примечания                     | Династия | Портрет |
| --------------------------------------------------------- | ------------------------------------------ | ---------------- | ------------------------------------ | ------------------------------ | -------- | ------- |
| Притхвинараян पृथ्वीनारायण शाह                                  | 7 января 1723 – 11 января 1775 (52 года)   | 25 декабря 1768  | 11 января 1775                       | Сын Нара Бхупал Шаха           | Шах      |         |
| Пратап Сингх प्रतापसिंह शाह                                    | 16 апреля 1751 – 17 ноября 1777 (26 лет)   | 11 января 1775   | 17 ноября 1777                       | Сын Притхвинараян Шаха         | Шах      |         |
| Рана Бахадур रण बहादुर शाह                                   | 25 мая 1745 – 25 апреля 1806 (30 лет)      | 17 ноября 1777   | 8 марта 1799 (отрёкся от престола)   | Сын Пратап Сингх Шаха          | Шах      |         |
| Гирван Юддха Бикрам गीर्वाणयुद्ध विक्रम शाह                       | 19 октября 1797 – 20 ноября 1816 (19 лет)  | 8 марта 1799     | 20 ноября 1816                       | Сын Рана Бахадур Шаха          | Шах      |         |
| Раджендра Бикрам राजेन्द्र बिक्रम शाह                            | 3 декабря 1813 – 10 июля 1881 (67 лет)     | 20 ноября 1816   | 12 мая 1847 (отрёкся от престола)    | Сын Гирван Юддха Бикрам Шаха   | Шах      |         |
| Сурендра Бикрам सुरेन्द्र बिक्रम शाह                             | 20 октября 1829 – 17 мая 1881 (51 год)     | 12 мая 1847      | 17 мая 1881                          | Сын Раджендра Бикрам Шаха      | Шах      |         |
| Притхви Бир Бикрам पृथ्वी वीर बिक्रम शाह                         | 18 августа 1875 – 11 декабря 1911 (36 лет) | 17 мая 1881      | 11 декабря 1911                      | Внук Сурендра Бикрам Шаха      | Шах      |         |
| Трибхуван Бир Бикрам (первое правление) त्रिभुवन वीर बिक्रम शाह  | 30 июня 1906 – 13 марта 1955 (48 лет)      | 11 декабря 1911  | 7 ноября 1950 (изгнан)               | Сын Притхви Бир Бикрам Шаха    | Шах      |         |
| Гьянендра Бир Бикрам (первое правление) ज्ञानेन्द्र वीर बिक्रम शाह | 7 июля 1947                                | 7 ноября 1950    | 7 января 1951 (ушёл в отставку)      | Внук Трибхуван Бир Бикрам Шаха | Шах      |         |
| Трибхуван Бир Бикрам (второе правление) त्रिभुवन वीर बिक्रम शाह  | 30 июня 1906 – 13 марта 1955 (48 лет)      | 7 января 1951    | 13 марта 1955                        | Сын Притхви Бир Бикрам Шаха    | Шах      |         |
| Махендра Бир Бикрам त्महेन्द्र वीर बिक्रम शाह                     | 11 июня 1920 – 31 января 1972 (51 год)     | 13 марта 1955    | 31 января 1972                       | Сын Трибхуван Бир Бикрам Шаха  | Шах      |         |
| Бирендра Бир Бикрам वीरेन्द्र वीर बिक्रम शाह                      | 28 декабря 1944 – 1 июня 2001 (56 лет)     | 31 января 1972   | 1 июня 2001 (убит)                   | Сын Махендра Бир Бикрам Шаха   | Шах      |         |
| Дипендра Бир Бикрам दीपेन्द्र वीर बिक्रम शाह                      | 27 июня 1971 – 4 июня 2001 (29 лет)        | 1 июня 2001      | 4 июня 2001 (объявлена смерть мозга) | Сын Бирендра Бир Бикрам Шаха   | Шах      |         |
| Гьянендра Бир Бикрам (второе правление) ज्ञानेन्द्र वीर बिक्रम शाह | 7 июля 1947                                | 4 июня 2001      | 28 мая 2008 (отстранён от власти)    | Внук Трибхуван Бир Бикрам Шаха | Шах      |         |

## Уточнение
Притхвинараян Шах был первым правителем «единого» Непала. Однако до 1768 года современный Непал состоял из различных небольших королевств, в которых продолжали править шахи (особенно в Горкхе). Таким образом, настоящая история династии Шах берёт своё начало задолго до Притхвинараян Шаха.

## Королевский штандарт

Королевский штандарт Непала, 1928
Королевский штандарт Непала, 1969
Королевский штандарт Непала, 2001